# Praia de Monte Clérigo
Praia de Monte Clérigo, vista parcial e norte da praia
A Praia de Monte Clérigo é uma praia no município de Aljezur, no Algarve, em Portugal. Faz parte do Parque Natural do Sudoeste Alentejano e Costa Vicentina. Dista cerca 9 km da sede do concelho, sendo uma das mais conhecidas e frequentadas da região. É comprida com uma água limpa e fresca. Rochas de grandes dimensão com caranguejos.
Com uma extensão muito grande de areal para o lado norte e com uma extensa parte rochosa a sul, local onde se pode observar diversa vida marinha na baixa-mar desde estrelas-do-mar, caranguejos, camarões, lapas e polvos nas fendas das rochas,vários cardumes juvenis de peixe também é possível ver principalmente de sargos. Há uma parte onde se forma uma pequena lagoa onde se pode encontrar peixes-aranhas há que ter muito cuidado.

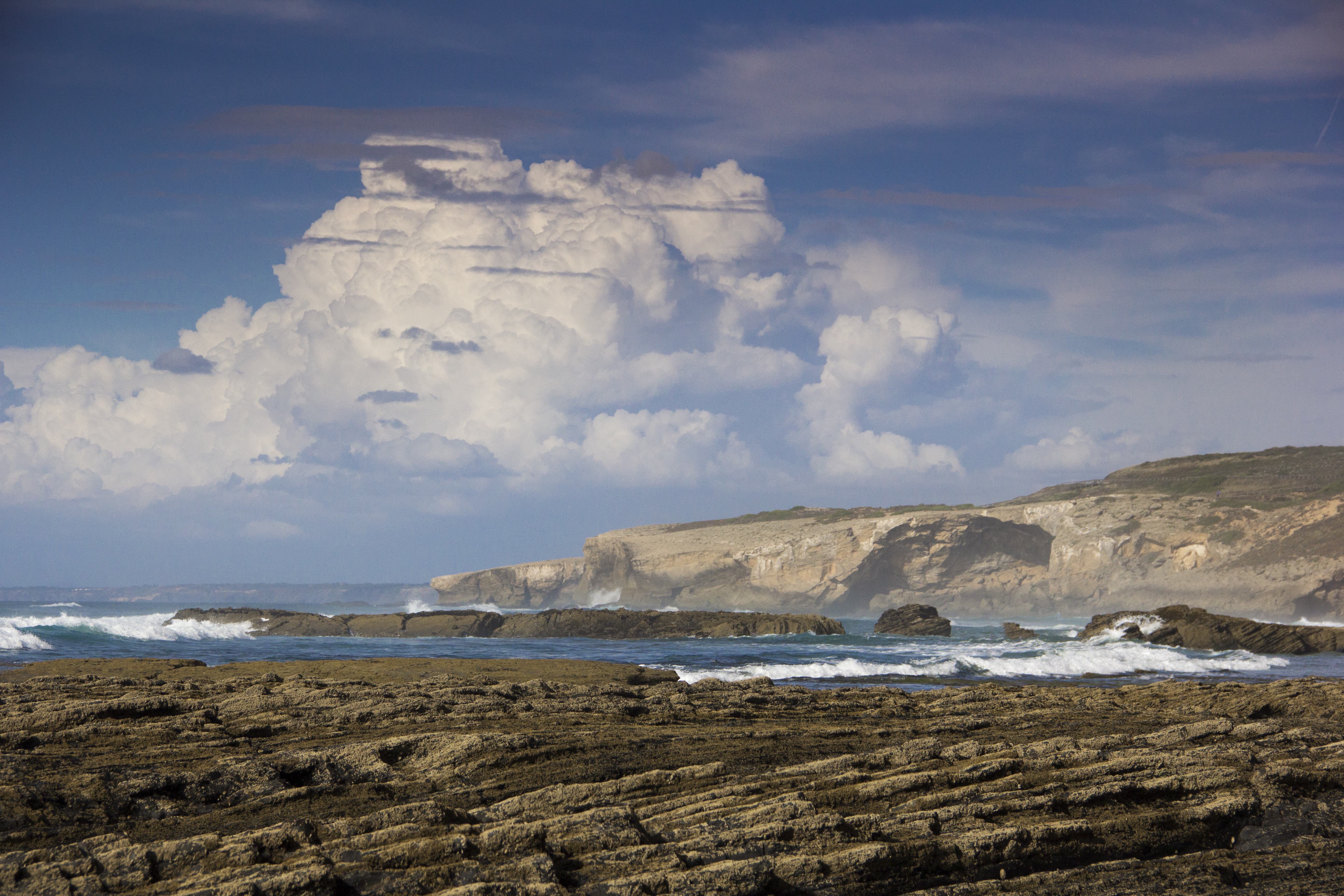
Praia do Monte Clérigo, vista norte da praia

Esta praia é boa para as crianças e também adultos, pois com maré muito baixa formam-se muitas piscinas. Apesar de esta praia ser algo aberta aos ventos vindos do norte e oeste, nos sues topos já muito abrigados.Entre a estrada e o mar existe um vasto campo dunar. Junto à praia lado sul, existe uma povoação pequena que serve sobretudo a época balneária.
Também muito procurada pelos desportos radicais que proporciona, existem escolas de surf.
O acesso à praia pelo lado norte proporcionamos uma das mais belas vistas panorâmicas que se pode observar em praias de Aljezur. O acesso a esta praia faz-se, na entrada sul de Aljezur, estrada nacional 120, a cerca de 7 km deste cruzamento fica a praia. A orientação é noroeste.